# Северо-Западная провинция (Шри-Ланка)
Северо-За́падная прови́нция (синг. වයඹ පළාත Wayamba Palata, там. வட மேல் மாகாணம் Wada Mael Maakaanam) — область Шри-Ланки. Население — 2 372 185 человек (2012).
Административный центр — город Курунегала, с населением 28 571 человек. Область известна главным образом благодаря её многочисленными кокосовым плантациям. Другие главные города в этой области — Чилав (24 712 чел.) и Путталам (45 661 чел.), которые являются маленькими рыбацкими городами. Большинство населения провинции имеет сингальскую этническую принадлежность. Есть также существенное шри-ланкийское меньшинство — мавры. Ловля рыбы, креветок, сельское хозяйство и плантации каучукового дерева — видные отрасли промышленности провинции.
Площадь провинции составляет 7888 км². Площадь суши — 7506 км². Площадь водной глади — 382 км².
Административно делится на 2 округа:
- Курунегала
- Путталам